# Euagrus guatemalensis
Espèce
Euagrus guatemalensis est une espèce d'araignées mygalomorphes de la famille des Euagridae.

## Distribution
Cette espèce est endémique du Guatemala.

## Description
Le mâle holotype mesure 13 mm.
La carapace du mâle holotype mesure 4,5 mm de long sur 3,8 mm.

## Étymologie
Son nom d'espèce, composé de guatemal[a] et du suffixe latin -ensis, « qui vit dans, qui habite », lui a été donné en référence au lieu de sa découverte.

## Publication originale
- F. O. Pickard-Cambridge, 1897 : Arachnida - Araneida and Opiliones. Biologia Centrali-Americana, Zoology, London, vol. 2, p. 1-40 (texte intégral).